# Université de Neuchâtel
Université de Neuchâtel, förkortat UniNE, är ett fransktalande offentligt forskningsuniversitet i Neuchâtel, Schweiz. Universitetet har fyra fakulteter och mer än ett dussin institut, inklusive konst och humaniora, naturvetenskap, juridik och ekonomi. Fakulteten för humaniora och humanvetenskap, med 2 000 studenter, är den största skolan av de som omfattar universitetet i Neuchâtel.
Université de Neuchâtel ersatte den vetenskapliga akademin, som skapades 1838 av kung Fredrik Vilhelm IV av Preussen, prins av Neuchâtel.
Till kända alumner hör politikern Mohammad Mosaddegh och filosofen Jean Piaget.